# 宮城県道109号白川犬卒都婆向山線
宮城県道109号白川犬卒都婆向山線（みやぎけんどう109ごう しらかわいぬそとばむかいやません）は、宮城県白石市の国道113号から東日本旅客鉄道（JR東日本）北白川駅を経由し国道4号を結ぶ一般県道である。2019年3月より宮城県道109号北白川停車場犬卒都婆線と宮城県道112号北白川停車場向山線が統合し現道となった。

## 路線概要
北白川駅が経由地となり、旧宮城県道109号北白川停車場犬卒都婆線の終点が起点と改められた。宮城県道50号白石柴田線との重複区間（北白川駅から寺前橋（高田川）まで）は道幅が狭い。全区間がほぼ高田川に沿うように走っている。この県道によって白石市の東部と柴田郡大河原町、柴田町方面との連絡路が形作られている。
- 起点：宮城県白石市白川犬卒都婆（交差点＝国道113号線交点、旧 宮城県道109号北白川停車場犬卒都婆線 終点）
- 終点：宮城県刈田郡蔵王町宮（交差点＝国道4号篭石交点、旧 宮城県道112号北白川停車場向山線 終点）
- 延長：3,672.4 m

## 重複区間
- 宮城県道50号白石柴田線（白石市）

## 通過する自治体
- 白石市
- 刈田郡
  - 蔵王町

## 接続する道路
- 国道113号
- 宮城県道50号白石柴田線
- 国道4号